# Sextet de corda núm. 2 (Brahms)
El Sextet de corda núm. 2 en sol major, Op. 36 de Johannes Brahms fou compost durant els anys 1864-1865 i publicat per Fritz Simrock. Va ser estrenat a Boston, Massachusetts, l'11 d'octubre de 1866.

## Anàlisi musical
L'obra està composta per a dos violins, dos violes, i dos violoncels, i consta de quatre moviments:
- I. Allegro non troppo
- II. Scherzo - Allegro non troppo - Presto giocoso
- III. Adagio
- IV. Poco allegro

Brahms va compondre la major part de l'obra en l'entorn confortable de Lichtental, prop de Baden-Baden. Segons el biògraf de Brahms Karl Geiringer, oculta una referència al primer nom de Agathe von Siebold en el primer moviment (compassos 162–168, amb les notes a-g-a-h-e), una cantant de la qual estava enamorat en aquella època.
L'any 1939 el compositor suec Kurt Atterberg va arranjar el sextet per a orquestra de corda.